# Gare de Kanamachi
La gare de Kanamachi (金町駅, Kanamachi-eki) est une gare ferroviaire japonaise située dans l'arrondissement de Katsushika à Tokyo. Elle est gérée par la East Japan Railway Company (JR East).

## Situation ferroviaire
La gare de Kanamachi est située au point kilométrique (PK) 11,8 de la ligne Jōban.

## Histoire
La gare a été inaugurée le 27 décembre 1897.

## Services aux voyageurs

### Accès et accueil
La gare dispose d'un bâtiment voyageurs, avec guichet, ouvert tous les jours.

### Desserte
- Ligne Jōban (local) :
  - voie 1 : direction Toride
  - voie 2 : direction Ayase (interconnexion avec la ligne Chiyoda pour Yoyogi-Uehara)

### Intermodalité
La gare de Keisei Kanamachi, terminus de la ligne Keisei Kanamachi, est située au sud de la gare.